# جوسه بنیتز
 جوسه بنیتز (انگلیسی: José Benítez؛ زاده ۲۸ فوریهٔ ۱۹۹۰) یک تنیس‌باز اهل پاراگوئه است.